# Comeglians
Comeglians (Comeliàns en friulano) es una población de 567 habitantes en la provincia de Udine, en la región autónoma de Friuli-Venecia Julia. Forma parte del grupo de municipios típicos de Italia.

## Geografía

### Demografía
| Gráfica de evolución demográfica de Comeglians entre 1861 y 2001 |
|                                                                  |
| Fuente ISTAT - elaboración gráfica de Wikipedia                  |